# Neil Webb
Neil John Webb (Reading, 30 juli 1963) is een Engels voormalig betaald voetballer die uitkwam voor Reading, Portsmouth, Nottingham Forest, Manchester United, Nottingham Forest, Swindon Town, Grimsby Town en Aldershot Town in Engeland. Daarnaast speelde hij op leenbasis nog twee wedstrijden voor Double Flower in Hongkong.
Webb speelde voor deze clubs voornamelijk als middenvelder.
Van 1987 tot 1992 speelde hij in totaal 26 wedstrijden voor het Engels voetbalelftal, waarin hij vier keer tot scoren kwam. Hij maakte onder andere deel uit van de selectie van het Engels voetbalelftal op het Europese kampioenschap van 1988 en het Wereldkampioenschap van
1990.

## Prijzen
Nottingham Forest
- League Cup: 1989

Manchester United
- FA Cup: 1990
- Europacup II: 1991
- UEFA Super Cup: 1991
- League Cup: 1992

1 Shilton ·
2 Stevens ·
3 Sansom ·
4 Webb ·
5 Watson ·
6 Adams ·
7 Br. Robson  ·
8 Steven ·
9 Beardsley ·
10 Lineker ·
11 Barnes ·
12 Waddle ·
13 Woods ·
14 Anderson ·
15 McMahon ·
16 Reid ·
17 Hoddle ·
18 Hateley ·
19 Wright ·
20 Dorigo ·
Coach: Bo. Robson
1 Shilton  a ·
2 Stevens ·
3 Pearce ·
4 Webb ·
5 Walker ·
6 Butcher  b ·
7 Br. Robson  c ·
8 Waddle ·
9 Beardsley ·
10 Lineker ·
11 Barnes ·
12 Parker ·
13 Woods ·
14 Wright ·
15 Dorigo ·
16 McMahon ·
17 Platt ·
18 Hodge ·
19 Gascoigne ·
20 Steven ·
21 Bull ·
22 Beasant ·
Coach: Bo. Robson
1 Woods ·
2 Curle ·
3 Pearce ·
4 Keown ·
5 Walker ·
6 Wright ·
7 Platt ·
8 Steven ·
9 Clough ·
10 Lineker  ·
11 Sinton ·
12 Palmer ·
13 Martyn ·
14 Dorigo ·
15 Webb ·
16 Merson ·
17 Smith ·
18 Daley ·
19 Batty ·
20 Shearer ·
Coach: Taylor